# 東和町総合サービス公社

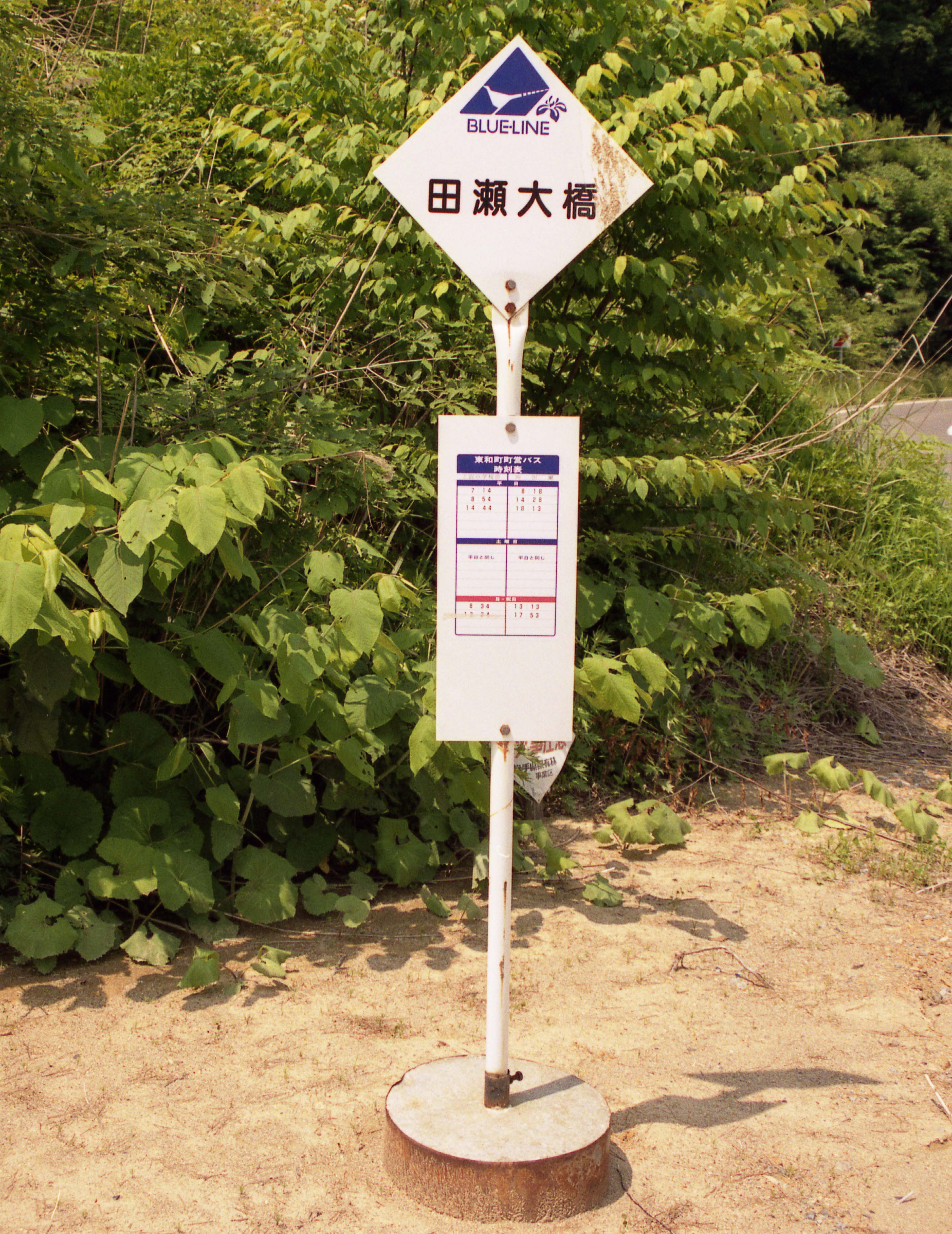
東和町営バス当時のバス停

株式会社東和町総合サービス公社（とうわちょうそうごうサービスこうしゃ）は、岩手県花巻市東和町に本社を置くバス事業者である。
貸切バスのほか、かつては花巻市廃止代替バスの運転業務受託も行っていた。本項では、花巻市営バス（旧:東和町営バス）についても記述する。

## 概説
岩手県和賀郡東和町で運行される岩手県交通の路線バスが廃止されることになり、東和町では代替バス方式により町営バスの運行を行うことになった。この時に、町内の企業や団体との共同出資により、第三セクターのバス事業者を新たに設立し、既に東和町が運行していたスクールバス、給食運搬車も含めて町所有の白ナンバー車の運転業務を委託する方式を採用した。この委託先として設立された事業者である。
1990年からは貸切バス事業にも着手しており、積極的な営業を行なっている。
車庫は本社に併設されている。

## 歴史
- 1989年3月29日 - 設立。
  - 当初はスクールバス運行・東和町営バスの運行受託のみであった。
- 1990年8月8日 - 貸切バス事業を開始[2]。
- 2017年10月1日 - 花巻市営バス運行終了[3]。
- 2019年9月24日 - 岩手医科大学附属病院利用者連絡バス運行開始[4][5]。
- 2024年4月1日 - 土沢線運行開始[6]。

## 現在の受託運行路線

### 花巻市市街地循環バス「星めぐり号」
- シーナシーナ花巻前 → 花巻駅 → 文化会館前 → 上町 → 花巻駅 → シーナシーナ花巻前[7]　の左回りのみ担当。

### 岩手医科大学附属病院利用者連絡バス
- 花巻駅 - 石鳥谷駅 - 岩手医科大学附属病院
  - 紫波郡矢巾町に移転した岩手医科大学附属病院利用者の為に2019年9月24日より運行開始[4][5]。

### 土沢線
- シーナシーナ花巻前 - 花巻駅 - 賢治記念館 - 新花巻駅前 - 土沢中町 - 土沢駅前 - 道の駅とうわ
  - 2024年4月1日岩手県交通路線廃止を受けて経路変更の上、運行開始。
  - 地域連携ICカード「Iwate Green Pass」を導入[6]。

### 大迫花巻線
- 大迫中学校前 - 大迫バスターミナル - 亀ヶ森 - 八重畑 - 新花巻駅 - 矢沢 - 田力 - いわて花巻空港前 - 上似内 - イギリス海岸 - シーナシーナ花巻前 - 花巻駅
  - 2025年4月1日岩手県交通路線廃止を受けて経路変更の上、運行開始[8]。

## 過去の受託運行路線

### 花巻市営バス
旧：東和町域をエリアとして運行。なお、2010年10月1日より、原則として朝夕のみの運行となり、日中は予約乗合タクシーに移行しが、2017年10月1日より、「東和地域予約乗合バス」に移行となり、運行を終了した。
※＝太字区間内は自由乗降区間。
中内線
- 上浮田 - 宮田 - 中内 - 明戸 - 下成島 - 毘沙門 - 根岸 - 東和病院前 - 東和総合支所前 - 土沢駅口 - 歴史資料館前

小山田線
- 南川目 - 桐洞 - 小山田 - 百ノ沢住宅前 - 土沢下町 - 東和総合支所前 - 東和病院前 - 土沢駅口 - 歴史資料館前 - 土沢小学校前

田瀬線
- 向田瀬 - たんせ - 田瀬湖南口 - 覚間沢 - 田瀬学校前 - 小倉 - 雲南 - 舘迫 - 歴史資料館前 - 土沢駅口 - 東和総合支所前 - 東和病院前

浮田線
- 三坊木 - 宮田 - 上浮田 - こうもり岩 - 海老田 - 前郷 - 東和病院前 - 東和総合支所前 - 土沢駅前 - 歴史資料館前 - 土沢小学校前
  - ※かつては平日の月曜日と木曜日の一部便に限り、県立中部病院まで運行していたが、現在は乗合タクシーに移行している。

山の神線
- 山の神 - 砂子 - 雲南 - 舘迫 - 舞田 - 前郷 - 東和病院前 - 東和総合支所前 - 土沢駅前 - 歴史資料館前 - 土沢小学校前

## 車両
市営バスの運行主体は花巻市となっており、使用する車両も花巻市所有の車両で、同社では運転業務および車両管理業務のみを受託するという形態を採っているため、自家用ナンバー（白ナンバー）である。車両は黄色い車体に「ブルーラインマーク」が入る。
貸切車については三菱ふそう・UDトラックス（旧:日産ディーゼル）・日野を採用。

東和町営バス当時の車両
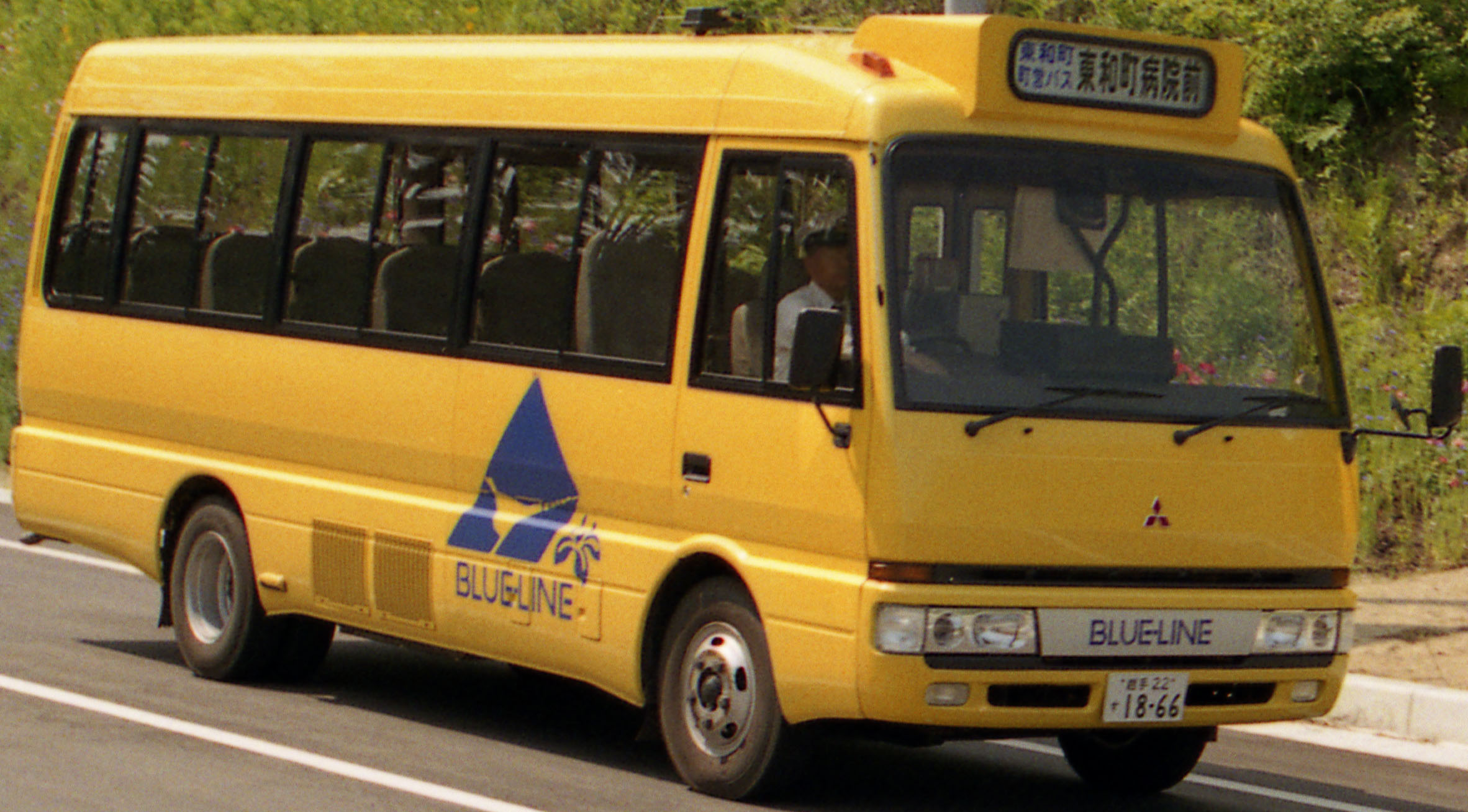
1999年当時の車両
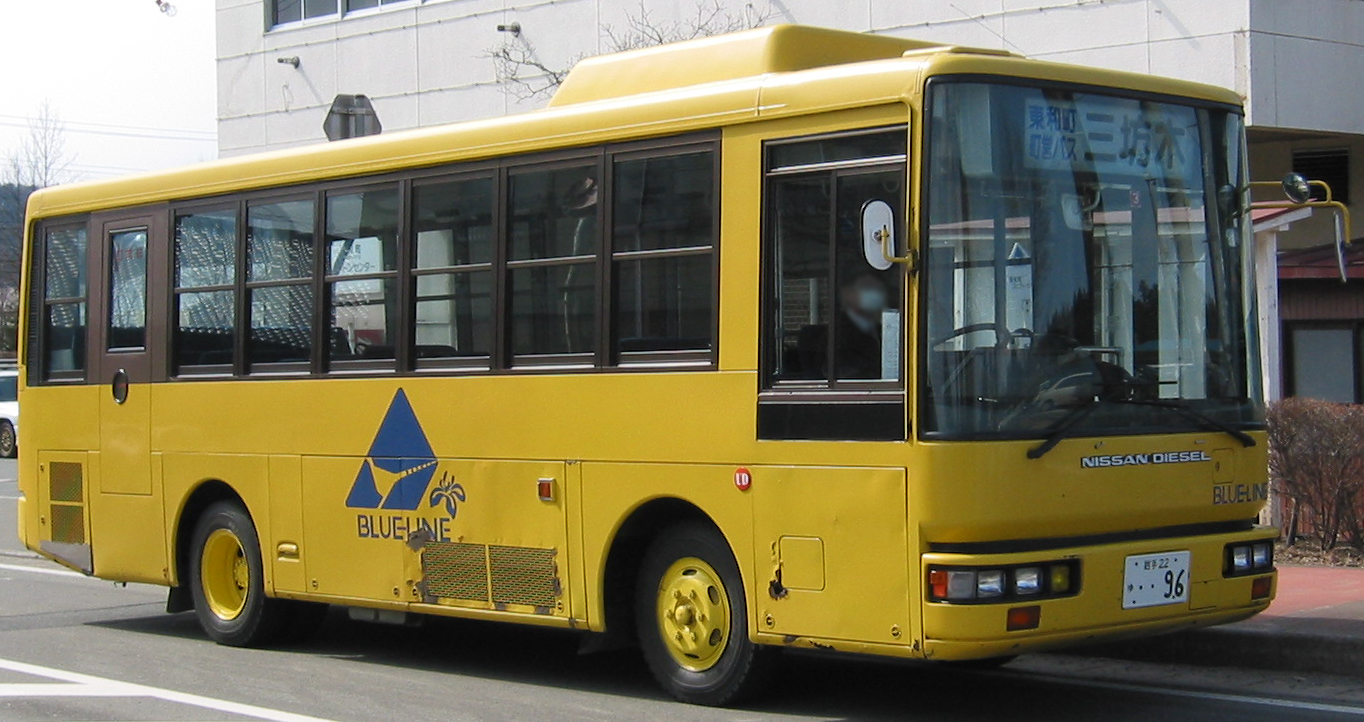
2003年当時の車両
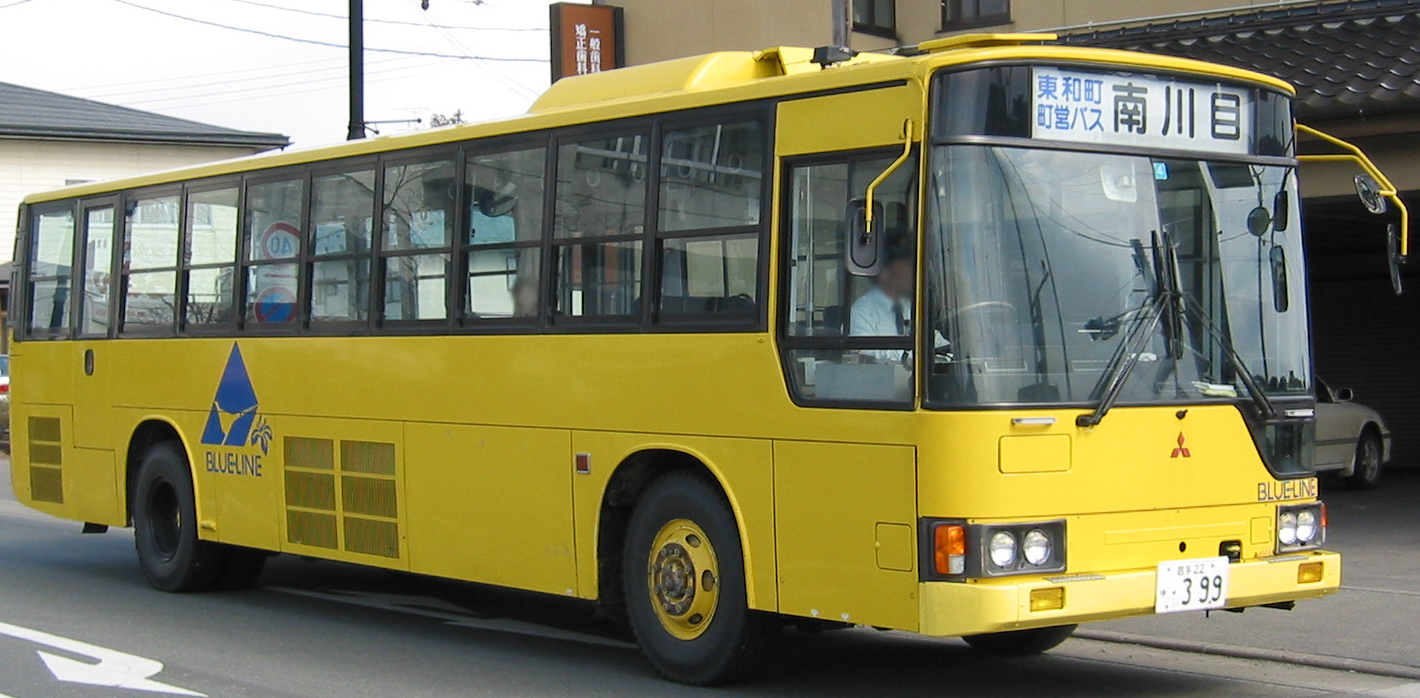
2003年当時の車両

## 注記
1. ↑  鈴木文彦「岩手のバス いまむかし」p100
2. ↑  鈴木文彦「岩手のバス いまむかし」p114
3. 1 2  “「東和地域予約乗合バス」について”.   花巻市 (2021年7月25日). 2025年3月15日閲覧。
4. 1 2  “岩手医科大学附属病院利用者連絡バスの運行を開始します”. 花巻市 (2019年9月2日). 2019年9月23日閲覧。
5. 1 2  「矢巾移転の岩手医大にバス　花巻市、９月から平日２往復」『岩手日報』2019年2月26日。2025年3月15日閲覧。
6. 1 2  “4月1日から「コミュニティバス土沢線」の運行を開始します”.   花巻市. 2024年4月1日閲覧。
7. ↑  “市街地循環バス「星めぐり号・ふくろう号」”.   花巻市 (2025年2月28日). 2025年3月15日閲覧。
8. ↑  “令和7年4月からコミュニティバス「大迫・花巻線」の運行内容が変わります”.   花巻市 (2025年3月12日). 2025年3月15日閲覧。
9. ↑  鈴木文彦「岩手のバス いまむかし」p47